# Rauf Denktaş
Rauf Denktaş (Paphos, 27 januari 1924 – Lefkoşa, 13 januari 2012) was een Turks-Cypriotisch politicus. Hij was in 1975 de oprichter van de Nationale-eenheidspartij (UBP) en was van 1983 tot 2005 president van de Turkse Republiek Noord-Cyprus. Deze republiek wordt door geen enkel land behalve Turkije erkend. De president van de TRNC wordt evenwel door de VN geaccepteerd als vertegenwoordiger van de Turks-Cypriotische gemeenschap in onderhandelingen over de staatkundige toekomst van het eiland.
Internationaal werd hij sinds 1973 erkend als vicepresident van de republiek Cyprus. Cyprus heeft namelijk als staatshoofd een Grieks-Cypriotische president, die gekozen wordt door de bevolking van Grieks-Cyprus, en een Turks-Cypriotische vicepresident die door de bevolking van Turks-Cyprus gekozen wordt. Sinds 1974 is de vicepresident echter al niet meer verkozen.
Op 15 november 1983 verklaarde vicepresident Rauf Denktaş de Turkse zone eenzijdig soeverein en onafhankelijk. De nieuwe staat werd alleen door Turkije erkend. Hij noemde zichzelf sindsdien 'president van de Turkse Republiek van Noord-Cyprus'. Sinds 1985 heeft Turks-Cyprus een eigen uit vijftig leden bestaand parlement.
In april 2005 kwamen er voor het eerst in lange tijd verkiezingen in Turks-Cyprus, omdat de inmiddels tachtigjarige Denktaş het tijd vond om zijn positie over te dragen aan een opvolger. Deze opvolger werd Mehmet Ali Talat, de voormalige vicepresident van Turks Cyprus.
Zijn zoon Serdar Denktaş is de Turks-Cypriotische minister van buitenlandse zaken.